# Harvard Law Review
La Harvard Law Review és una revista sobre temàtica legal publicada per un grup independent d'estudiants de la prestigiosa facultat de dret Harvard Law School.

## Descripció general
La Harvard Law Review és una de les revistes jurídiques més citades en els Estats Units. Es publica mensualment des de novembre fins a juny, però es pot destacar que el número publicat el novembre està dedicat al període de mandat del Tribunal Suprem dels Estats Units que va estar en vigència l'any anterior. La publicació té una tirada d'aproximadament 4.000 exemplars, i també realitza una publicació en línia a través del seu lloc web, la qual també consta d'un fòrum de preguntes i respostes denominat "Harvard Law Review Forum", on els lectors poden participar i opinar de forma especialitzada sobre el contingut publicat en la revista.
L'Associació Harvard Law Review, juntament amb el Columbia Law Review, l'University of Pennsylvania Law Review i el Yale Law Journal publiquen la guia d'estil de llenguatge jurídic denominada The Bluebook: A Uniform system of citation, la qual és àmpliament reconeguda com una font d'autoritat en el format de citacions judicials dels Estats Units.

## Història
La Harvard Law Review va publicar el seu primer número el 15 d'abril de 1887, convertint-se en la revista jurídica més antiga dels Estats Units que encara segueix en circulació i que és editada per estudiants. L'establiment d'aquesta institució va ser degut majoritàriament al suport de Louis Brandeis, que en aquella època s'havia graduat de la facultat de dret de Harvard i exercia com a advocat a la ciutat de Boston; tanmateix, més tard es convertiria en jutge del Tribunal Suprem dels Estats Units. La primera dona que va tenir el càrrec de presidenta o cap redactora de la revista va ser Susan Estrich (1978), la qual actualment exerceix com a coordinadora de les campanyes polítiques demòcrates. A més a més, el primer cap de redacció afroamericà de la revista va ser l'actual president dels Estats Units, Barack Obama, l'any 1991. En el 2008, Andrew Crespo es va convertir en el primer president hispà de la revista jurídica.
Les oficines centrals del Harvard Law Review, estan localitzades en a l'edifici Gannet House construït en 1838, el que el converteix en la construcció més antiga del campus que encara sobreviu i que està ubicat a la facultat de dret de Harvard. L'edificació que allotja la revista és d'estil neoclàssic (o Greek Revival), inspirat en monuments grecs, i que va ser popular a Nova Anglaterra a finals dels anys 1800. Abans que es traslladés l'edifici a Gannet House el 1925, el centre d'operacions de la revista va estar ubicat a l'edifici d'aules de dret anomenat Austin Hall.